# Óscar de Jesús Vargas Restrepo
Óscar de Jesús Vargas Restrepo (Urrao, departament d'Antioquia, 23 d'abril de 1964) va ser un ciclista colombià, que fou professional entre 1985 i 1995. Va destacar com a escalador, tot i que no aconseguí cap victòria de renom. El seu major èxit fou la classificació de la muntanya de la Volta a Espanya de 1989, en què va acabar 3r a la classificació general.

## Palmarès
- 1984
  - 1r a la Volta a Colòmbia
- 1986
  - 1r a la Pujada a Urkiola
- 1989
  - Vencedor d'una etapa de la Volta a Colòmbia
  - 1r de la classificació de la muntanya i de la combinada a la Volta a Espanya

### Resultats a la Volta a Espanya
- 1987. 5è de la classificació general
- 1988. Fora de control (7a etapa)
- 1989. 3r de la classificació general. 1r de la classificació de la muntanya i de la classificació de la combinada
- 1990. Abandona (21a etapa)
- 1991. Abandona (15a etapa)
- 1992. 45è de la classificació general

### Resultats al Tour de França
- 1987. Abandona (20a etapa)
- 1990. 38è de la classificació general
- 1991. 28è de la classificació general
- 1992. 44è de la classificació general